# Hydrellia agitator
Hydrellia agitator är en tvåvingeart som beskrevs av Deonier 1971. Hydrellia agitator ingår i släktet Hydrellia och familjen vattenflugor. Inga underarter finns listade i Catalogue of Life.